# Dlouhé stráně (dolní nádrž)
Dolní nádrž PVE Dlouhé stráně je přehrada v Jeseníkách v okrese Šumperk v Olomouckém kraji. Má rozlohu 16,3 ha. Leží v nadmořské výšce 825 m.

## Pobřeží, dno
Přehradní hráz je dlouhá 306 m a vysoká 58 m. Na březích vodní plochy trojúhelníkového tvaru rostou převážně stromy.

## Vodní režim
Přehradou protéká řeka Divoká Desná. Kromě toho je voda přiváděna a odváděna dvěma přivaděči pod povrchem, které jsou 1,5 km dlouhé a mají 3,6 m v průměru a propojují ji s horní nádrží. V nádrži žijí lososi a kapři.

## Využití

### Přečerpávací vodní elektrárna
Slouží jako dolní nádrž pro Přečerpávací vodní elektrárnu Dlouhé stráně.